# Гай Галерий
Гай Гале́рий (лат. Gaius Galerius; умер после 31 года) — римский военный и политический деятель из неименитого плебейского рода Галериев, в течение пятнадцати лет в качестве префекта управлявший Египтом.

## Биография
Галерий происходил из неименитого плебейского рода Галериев (в свою очередь, происходивших, предположительно, из Аримина) и принадлежал к всадническому сословию. В эпоху правления императора Тиберия, с 16 по 31 годы, он занимал должность префекта Египта. 
Известно, что Галерий был женат на Гельвии, старшей сестре матери философа Луция Аннея Сенеки-младшего, который, к слову, смог получить квестуру и войти, таким образом, в сенат благодаря влиянию Гая. Предположительно, сыном Галерия являлся ординарный консул 68 года Публий Галерий Траха́л.
Возможно, какие-то родственные связи имелись между префектом Египта и некоей Галерией, дочерью Луция, чьё имя фигурирует в одной надписи, обнаруженной в Риме и датируемой периодом правления императора Августа (между 27 годом до н. э. и 14 годом н. э.).